# 콜드 워 (2012년 영화)
콜드 워(중국어: 寒戰, 영어: Cold War)는 2012년 공개된 홍콩의 영화이다.

## 줄거리
홍콩 경찰 특수 기동대의 밴과 경찰관 다섯 명이 실종되는 사건이 발생한다. 경찰은 테러리스트들이 경찰 내부 절차를 상세히 알고 있으며, 심지어 경찰 보안망까지 침입했을 가능성을 인지하고 수사를 시작한다. 경찰청장이 부재중인 상황에서, 부청장인 리는 '콜드 워' 작전을 지휘하며 홍콩에 비상사태를 선포한다.
테러리스트들에게 계속해서 속고 추적에 실패하자, 또 다른 부청장 라우는 리가 실종된 경찰관 중 한 명이 자신의 아들인 이유로 너무 성급하게 행동한다고 판단한다. 라우는 동료들과 상의 후 리의 지휘권을 박탈하고 작전을 직접 이끈다. 라우는 테러리스트들과 협상하는 동시에 그들의 은신처를 추적하려 한다. 테러리스트들은 경찰관들과 밴의 가치에 상응하는 몸값을 요구하고, 이후 몸값의 일부만 라우가 직접 가져오라고 지시한다. 라우는 은행 매니저의 요청으로 필요한 금액만 가져가고 나머지는 은행으로 돌려보낸다. 약속 장소에 도착한 라우는 공격을 받고, 이 과정에서 경찰관 한 명이 사망한다. 테러리스트들은 도주하고, 경찰은 실종된 경찰관들을 다른 장소에서 구출하지만, 은행으로 돌려보내던 나머지 돈은 테러리스트들이 가로챈다.
라우는 은행 매니저를 추궁하려 하지만, 매니저는 차량 폭탄 테러로 사망한다. 폭탄 테러를 수사하던 동료 경찰관도 함정에 빠져 사망한다. 라우는 경찰 내부에 테러리스트를 돕는 조력자가 있다고 의심하지만, 내부 감찰관에게 체포당한다. 감찰관은 라우가 구조 작전을 잘못 수행하고 몸값을 횡령했다고 비난하지만, 증거를 찾지 못한다. 감찰관은 경찰청장의 후임으로 리와 라우가 경쟁하고 있다는 사실을 알게 되고, 리가 라우의 승진을 방해하기 위해 작전을 망치려 했다고 의심한다.
감찰국은 포렌식 증거를 통해 리의 아들이 사건의 배후에 있다는 것을 밝혀낸다. 라우는 감찰국의 힘을 빌려 경찰 내부 조력자를 알아내려고 했고, 그 결과 리의 아들이 관련된 것을 알게 된 것이다. 리는 아들을 추궁하고, 아들은 리를 경찰청장으로 만들기 위해 동료 경찰들과 범행을 계획했음을 밝힌다. 리는 아들을 체포하고, 리와 현 경찰청장은 퇴임을 발표하며 라우를 차기 경찰청장으로 지명한다.
하지만 영화는 테러리스트들이 라우의 아내를 납치하고 리의 아들을 석방하라는 요구와 함께 끝을 맺는다.

## 출연

### 주연
- 곽부성
- 양가휘
- 유덕화
- 펑위옌
- 리즈팅
- 바이런 만

### 조연
- 양채니
- 임가동
- 전가락
- 황지기
- 안지걸
- 윤자유
- 하화초

## 기타
- 프로듀서: 안서
- 프로듀서: 강지강
- 음향효과: 증경상
- 시각효과: 정문정